# 하이플러스카드
SM하이플러스(SM HIPLUS)는 고속도로 통행료 지불수단인 하이패스 카드 중 선불 하이패스 카드의 발행, 충전 및 이와 관련된 통행료 정산 업무와 교통카드의 대한민국 전국 호환 정책의 효율적인 추진을 위해 한국도로공사에서 2007년 7월 5일에 카드 부문을 분할하여 설립한 주식회사다. 본사는 2025년 7월 이전하여 서울특별시 서대문구 신촌역로 30, 신촌민자역사 3층 SM그룹 사옥에 있다.
한국도로공사에서 2007년 2월부터 카드 부문의 분할을 추진하여 동년 7월 5일에 완전 자회사로 설립됐으나, 정부의 공기업 선진화 방안에 따라 2010년 12월부터 민영화를 추진했다. 2011년 6월 3일 SM그룹 계열의 TK케미칼이 163억 원에 인수하여 현재는 SM그룹 산하에 있다.
SM하이플러스는 대한민국에서 최초로 선불식 하이패스 카드를 발급한 회사로서 현재 하이패스 시장점유율(M/S) 1위 회사이며, 미래 모빌리티 페이먼트의 선도 사업자로서의 도약을 선포하고 2024년 7월 창립 17년만에 역동적인 타이포그라피 형태의 새로운 Brand Identity를 정립하고 선포하였다.
SM하이플러스의 하이패스 플러스 카드는 한국도로공사 운영 고속도로 전 구간은 물론 민자 고속도로(54개사)운영 유료 도로에서 인카페이먼트처럼 하이패스로 바로 결제가 가능하며, 대한민국 주요 공항 주차장 및 주요 국공립 시설 주차장에서도 하이패스 방식으로 결제가 가능하다.
SM하이플러스는 높은 기술력을 기반으로 하이패스 Gantry를 지날 때 자동으로 고객의 결제 수단에서 충전되는 자동충전 카드에 대해 특허를 보유하고 있으며, 대한민국 선불 하이패스 카드 중 유일하게 자동충전식 하이패스 플러스 카드를 판매하고 있다. 하이패스 플러스 카드는 전국 고속도로 영업소 및 휴게소에서 구입이 가능하며, 대한민국의 4대 편의점인 GS25, CU, 세븐일레븐, 이마트24에서도 구매가 가능하다. 특히 온라인 이커머스 채널에서는 쿠팡을 비롯해 네이버 쇼핑 등 각종 이커머스 채널에서도 구매 가능하며, 쿠팡의 경우 로켓배송으로 주문 시 빠른 시간 안에 수령하고 사용할 수 있다.
2024년 8월 19일에는 대한민국 최초로 선불형 SIM 타입 형태의 자동충전형 하이패스 플러스 카드를 출시했다. 그동안 후불 신용카드나 일부 기관에서 발행하는 하이패스 체크카드에만 SIM 타입 하이패스 카드를 신청할 수 있어서 고객은 연회비를 부담(신용카드 한정)하고, 유효기간이 있는 카드를 한정적으로밖에 사용할 수 없었으나, SM하이플러스의 자동충전카드 특허를 활용하여 대한민국에서 유일하게 선불형 SIM 타입 하이패스 플러스 카드를 출시하였다. SIM 타입은 SIM식 하이패스 단말기에 칩을 꽂아서 쓰는 방식이다. SIM 타입의 하이패스 플러스 카드는 대한민국에서 현재 렉서스, 토요타, 르노 등의 차량에 SIM식 단말기가 있어서, 해당 차량을 소유한 고객들이 높은 인기를 끌고 있다.
SM하이플러스는 선불형의 하이패스 플러스 카드를 운영하고 있으나, 후불 신용 하이패스 카드보다 더욱 빠르고 편리하게 사용할 수 있는 장점이 있다. 구매처가 가장 다양하게 온/오프라인 채널에 포진하고 있으며, 충전 수단으로는 전 은행의 계좌와 신용카드 그리고 대한민국 3대 모바일 간편결제인 네이버페이, 카카오페이, 토스페이로 자동충전이 가능해 신청과 등록 절차가 가장 빠르고 편리하다. 또한 자동충전 기능이 없이 1회성으로 충전하는 일반형 하이패스 플러스 카드도 판매하고 있는데, 이 카드의 경우는 고속도로 영업소, 휴게소, 무인 충전기 그리고 스마터치 모바일 앱을 통해 전 결제 수단으로 충전이 가능하다.
SM하이플러스는 고객의 환불 절차를 간소화하고 혜택을 늘리고자 다방면으로 노력하고 있는데, 고객이 환불을 요청시 은행 계좌를 통해 환불이 가능하며, 특히 롯데그룹의 통합 멤버십인 엘포인트로 환불 시 환불 수수료 없이 운영하고 있다.
SM하이플러스는 고객의 선불 충전금도 2024년 9월 기준으로 3,150억 원에 달하는 충전금 규모를 운영하고 있어 대한민국 전자금융업 영위 회사 중 3위에 해당하는 높은 규모를 운영 중이며, 전자금융업법에 따라 제1금융권인 신한은행에 안전하게 예치, 보관하고 있어 높은 재무건전성은 물론 고객 충전금 보호에 만전을 기하고 있다.
SM하이플러스는 향후 미래 스마트톨링 등 다양한 인카페이먼트 시장의 트렌드에 발맞춰 다양한 신규 하이패스 카드 상품을 출시할 예정이며 Digital Transformation을 통한 디지털과 모바일 분야에서 새로운 서비를 지속 오픈할 것이라고 밝힌 바 있다.
현재 유통 중인 선불식 하이패스 카드의 대다수는 하이패스 플러스 카드다. 하이패스 플러스 카드는 편의점 등지에서도 쉽게 구할 수 있다. 하이플러스카드의 모기업이었던 한국도로공사는 하이플러스카드를 2011년 6월 3일에 매각한 후 한동안 하이패스 카드 발행에서 손을 떼었다가, 2017년 1월 9일에 "한국도로공사 하이패스카드"를 출시하며 자사에서 직영하는 카드의 취급을 재개했다. 하지만 한국도로공사 하이패스카드는 하이패스 플러스 카드와 달리 시중에서 판매하지 않고 대부분 하이패스센터같은 영업소에서 취급하고 있어서 접근성이 떨어지며, 2024년부터 이마트24를 시작으로 배포 중인 "EX 모바일 충전카드"는 하이패스 플러스 카드같이 자동충전을 지원하지만 RF판에서 충전할 수 없다는 단점이 있다.
하이플러스카드 일반/SIM 자동충전카드(베이직)는 공식 네이버 스마트스토어 https://smartstore.naver.com/hipluscard 에서 구매 가능하다.

## 연혁
- 2007년 7월 5일 하이플러스카드 주식회사 창립 (한국도로공사의 100% 완전자회사)
- 2007년 10월 전국호환교통카드개발사업 시행자 선정
- 2008년 3월 전자금융업 등록
- 2008년 4월 전자금융업 업무개시
- 2008년 5월 콜센터 운영
- 2009년 1월 선불전자카드 자동충전 서비스 실시
- 2011년 6월 3일: SM그룹 계열의 주식회사 TK케미칼에 피인수[7][8]
- 2013년 1월 주택건설사업자 등록
- 2013년 7월 전자카드 휴대폰 충전 앱 출시
- 2015년 5월 주식회사 삼라네트웍스 흡수 합병
- 2017년 하이패스 플러스 카드의 GS25 편의점 충전 서비스 개시
- 2018년 SM하이플러스(주) 사명 변경 및 하이패스 플러스 카드 1천만매 발급 돌파
- 2019년 하이패스 플러스 카드의 편의점 충전 서비스 확대 오픈(CU, 세븐일레븐, 이마트24) → 대한민국 4대 편의점 충전 서비스 오픈
- 2023년 하이패스 플러스 카드 1200만매 발급 돌파
- 2024년 7월 하이플러스 BI(Brand Identity) 리뉴얼 개편
- 2024년 8월 19일 대한민국 최초로 SIM 타입 자동충전식 하이패스 플러스 카드 출시
- 2024년 9월 스마비스 제휴 스마터치 모바일 App을 통한 NFC 충전 서비스 오픈
- 2024년 10월 대한민국 3대 모바일 간편결제(네이버/카카오/토스페이) 하이패스 플러스 카드 자동충전 서비스 오픈
- 2025년 1월 법인 플래티늄 하이패스카드 출시
- 2025년 4월 대한민국 최초 하이패스 전문 모바일 APP, "하이플러스 APP" 출시
- 2025년 5월 대한민국 최초 PLHC(Private Label Hipass Card) 출시, 카카오뱅크 하이패스
- 2025년 7월 하이플러스 앱 내 정기 구독 보험 출시 - 애니웨이케어
- 2025년 8월 국내 여행 활성화를 위한 하이플러스 X 네이버페이 제휴 프로모션 시행

## 조직

### 상임감사
| - 경영기획팀 - P&C팀 - 재무팀 | - 패스사업팀 - 플랫폼사업팀 - 데이터전략팀 - DX팀 - CRM고객센터 | - 사업개발팀 | - 동강시스타 - 애플밸리CC - 빌라드애월 |

## 같이 보기
- 하이패스
- 한국도로공사